# 埃舒尼亚克
埃舒尼亚克（法語：Échourgnac，法語發音：[eʃuʁɲak]）是法国多尔多涅省的一个市镇，属于佩里格区。

## 地理
埃舒尼亚克（45°7'32"N, 0°13'49"E）面积34.88 平方千米，位于法国新阿基坦大区多爾多涅省，该省份为法国西南部内陆省份，是法國本土面积第三大的省，大致对应佩里戈尔地区，北起顺时针与夏朗德省、上维埃纳省、科雷兹省、洛特省、洛特-加龙省、吉倫特省和滨海夏朗德省接壤。
与埃舒尼亚克接壤的市镇（或旧市镇、城区）包括：圣安德烈德杜布勒、拉热迈-蓬泰罗、圣米歇尔德杜布勒、圣巴泰勒米-德贝勒加德、塞尔旺什、圣樊尚雅尔穆捷、拉热迈。
埃舒尼亚克的时区为UTC+01:00、UTC+02:00（夏令时）。

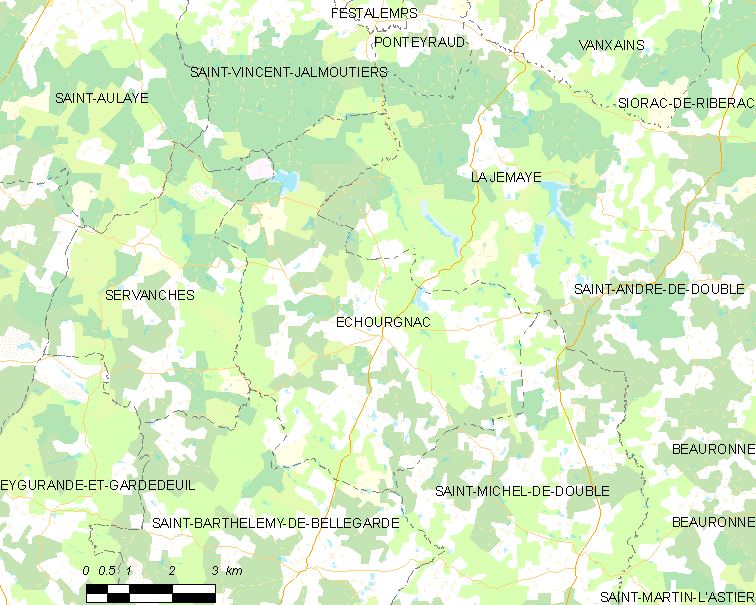
埃舒尼亚克的OSM定位图

## 行政
埃舒尼亚克的邮政编码为24410，INSEE市镇编码为24159。

## 政治
埃舒尼亚克所属的省级选区为蒙蓬-梅内斯泰罗勒县。

## 人口

1962-2008年间埃舒尼亚克人口变化图示

埃舒尼亚克于2022年1月1日时的人口数量为395人。